# Grayson (Louisiana)
Grayson ist eine Gemeinde (mit dem Status „Village“) im Caldwell Parish im US-amerikanischen Bundesstaat Louisiana. Das U.S. Census Bureau hat bei der Volkszählung 2020 eine Einwohnerzahl von 449 ermittelt.

## Geografie
Grayson liegt im mittleren Norden Louisianas, unweit des Westufers des Ouachita River. Die geografischen Koordinaten von Grayson sind 32°03′00″ nördlicher Breite und 92°06′33″ westlicher Länge. Das Gemeindegebiet erstreckt sich über eine Fläche von 3,4 km².
Benachbarte Orte von Grayson sind Banks Springs (an der nordöstlichen Ortsgrenze), Columbia (7,1 km nordöstlich) und Clarks (4,2 km südwestlich).
Die nächstgelegenen größeren Städte sind Mississippis Hauptstadt Jackson (228 km östlich), Louisianas Hauptstadt Baton Rouge (268 km südsüdöstlich), Louisianas größte Stadt New Orleans (396 km in der gleichen Richtung), Lafayette (237 km südlich), Shreveport (198 km westnordwestlich) und Arkansas’ Hauptstadt Little Rock (340 km nördlich).

## Verkehr
Durch die Ortsmitte verläuft als Hauptstraße der U.S. Highway 165. Dort treffen auch die Louisiana Highways 126 und 850 zusammen. Alle weiteren Straßen sind untergeordnete Landstraßen, teils unbefestigte Fahrwege sowie innerörtliche Verbindungsstraßen.
Parallel zum US 165 verläuft für den Frachtverkehr eine Eisenbahnstrecke der Union Pacific Railroad durch Grayson.
Mit dem Caldwell Parish Airport befindet sich 10,9 km nordöstlich ein kleiner Flugplatz. Die nächsten Großflughäfen sind der Louis Armstrong New Orleans International Airport (382 km südsüdöstlich) und der Jackson-Evers International Airport (243 km östlich).

## Bevölkerung
Nach der Volkszählung im Jahr 2010 lebten in Grayson 532 Menschen in 238 Haushalten. Die Bevölkerungsdichte betrug 156,5 Einwohner pro Quadratkilometer. In den 238 Haushalten lebten statistisch je 2,24 Personen.
Ethnisch betrachtet setzte sich die Bevölkerung zusammen aus 84,2 Prozent Weißen, 14,5 Prozent Afroamerikanern, 0,4 Prozent amerikanischen Ureinwohnern sowie 0,6 Prozent aus anderen ethnischen Gruppen; 0,4 Prozent stammten von zwei oder mehr Ethnien ab. Unabhängig von der ethnischen Zugehörigkeit waren 2,3 Prozent der Bevölkerung spanischer oder lateinamerikanischer Abstammung.
23,5 Prozent der Bevölkerung waren unter 18 Jahre alt, 60,0 Prozent waren zwischen 18 und 64 und 16,5 Prozent waren 65 Jahre oder älter. 54,3 Prozent der Bevölkerung war weiblich.
Das mittlere jährliche Einkommen eines Haushalts lag bei 26.188 USD. Das Pro-Kopf-Einkommen betrug 16.659 USD. 28,7 Prozent der Einwohner lebten unterhalb der Armutsgrenze.

## Bekannte Bewohner
- John McKeithen (1918–1999) – von 1964 bis 1972 49. Gouverneur von Louisiana – geboren in Grayson